# Бретт, Уильям, 1-й виконт Ишер
Уильям Балиол Бретт, 1-й виконт Ишер (англ. William Baliol Brett, 1st Viscount Esher; 13 августа 1815 — 24 мая 1899) — британский юрист, судья и консервативный политик. Он был известен как сэр Уильям Бретт с 1868 по 1883 год.

## Происхождение и образование
Родился 13 августа 1815 года. Сын преподобного Джозефа Джорджа Бретта (1790—1852) и Дороти Бест, дочери политика Джорджа Беста. Он получил образование в Вестминстерской школе, Королевском колледже Лондона и в колледжа Гонвилл-энд-Киз в Кембридже. 

## Карьера
Призванный в коллегию адвокатов в 1840 году, Уильям Бретт отправился в северный округ и стал королевским адвокатом в 1861 году . После смерти Ричарда Кобдена в 1865 году он безуспешно боролся за избрание в Палаеу общин от Рочдейла как консерватор, но на дополнительных выборах 1866 года он был избран в парламент от Хелстона при уникальных обстоятельствах. Он и его оппонент набрали одинаковое количество голосов, и мэр, как ответственный за выборы, затем отдал свой решающий голос за кандидата от либералов. Однако, поскольку голосование проводилось после четырех часов, была подана апелляция, и Палата общин позволила обоим кандидатам занять свои места.
В 1868 году Уильям Бретт был посвящен в рыцари. В феврале-сентябре 1868 года он занимал пост генерального солиситора в правительстве Бенджамина Дизраэли. В парламенте он играл ведущую роль в продвижении законопроектов, связанных с отправлением правосудия. В августе 1868 года он был назначен судьей суда общей юрисдикции. Некоторые из его приговоров в этой должности вызвали много критики, особенно в случае забастовки газовых кочегаров, когда он приговорил ответчиков к тюремному заключению сроком на двенадцать месяцев с каторжными работами, которые впоследствии были сокращены министром внутренних дел до четырех месяцев.
После воссоздания Апелляционного суда в 1876 году Уильям Бретт был повышен до звания лорда-судьи апелляционного суда. В том же 1876 году он стал членом Тайного совета Великобритании . Проработав на этой должности семь лет, в 1883 году он сменил сэра Джорджа Джессела на посту магистра судебных списков. 24 июля 1885 года он был возведен в звание пэра и получил титул барона Ишера из Ишера в графстве Суррей .
Уильям Бретт выступил против законопроекта, предлагавшего обвиняемому или его жене давать показания по собственному делу, и поддержал законопроект, который наделял лордов апелляционного суда полномочиями заседать и голосовать после выхода на пенсию. Закон о солиситорах 1888 года, расширивший полномочия Объединенного юридического общества, во многом обязан его влиянию. Он вышел в отставку в конце 1897 года и 11 ноября того же 1897 году ему был пожалован титул виконта Ишера из Ишера в графстве Суррей.

## Семья

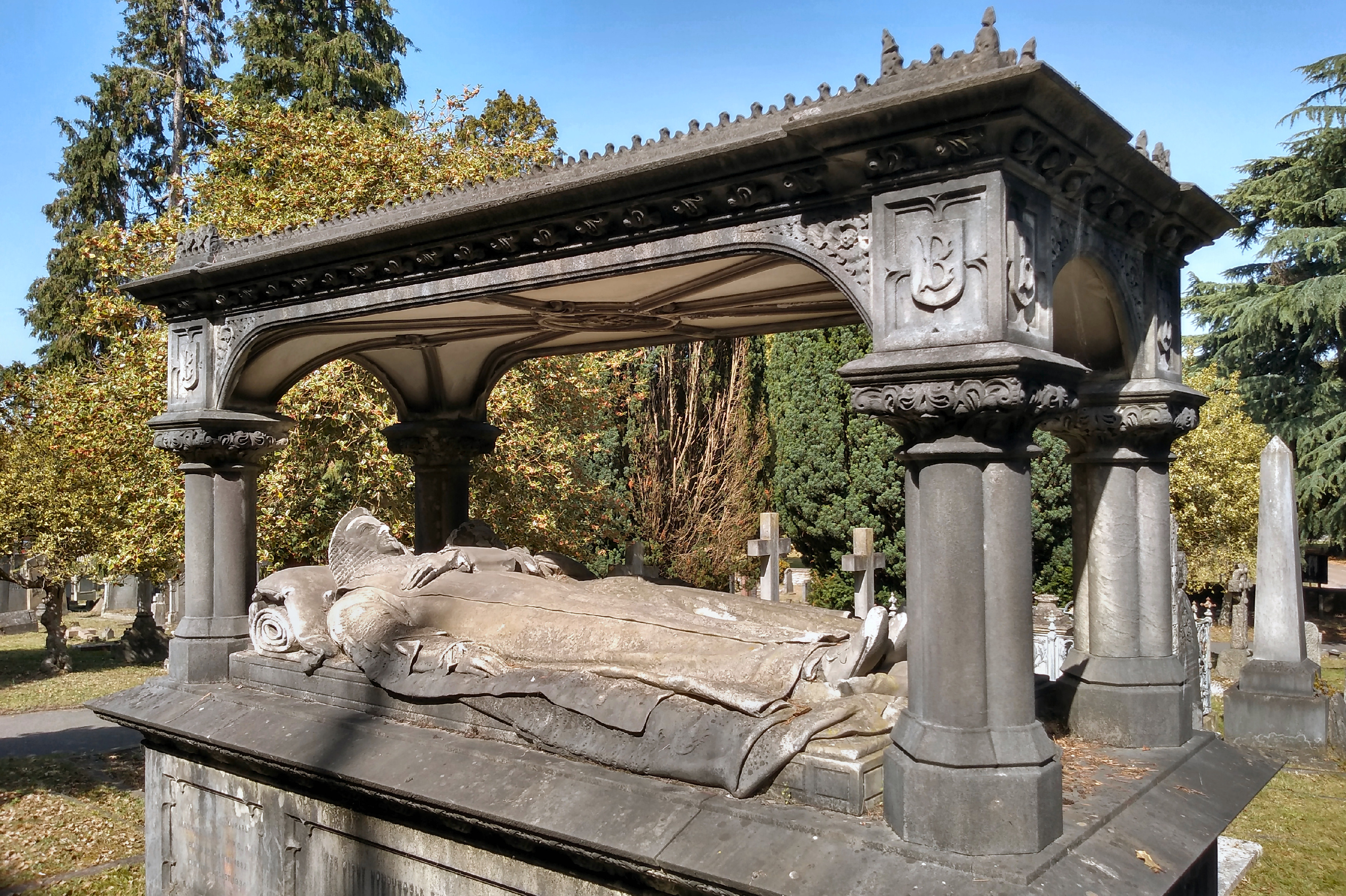
Могила Уильяма Ишера в Крайст-черч, Ишер

3 апреля 1850 года Уильям Ишер женился на Эжени Майер (1814 — 4 июня 1904) , дочери Луи и Финетт Майер. У супругов бло трое детей:
- Достопочтенная Эжени Вайолет Адель Бретт (? — 13 марта 1938), в 1876 году она вышла замуж за Уильяма Хамбла Дадли Уорда и стала матерью Уильяма Дадли Уорда[1].
- Реджинальд Балиол Бретт, 2-й виконт Ишер (30 июня 1852 — 22 января 1930), старший сын и преемник отца.
- Юджин Леопольд Селвин Бретт (3 марта 1855 — 8 декабря 1882).

Лорд Ишер скончался в Лондоне в мае 1899 года в возрасте 83 лет, и ему наследовал его старший сын Реджинальд.